# フェルキッシャー・ベオバハター

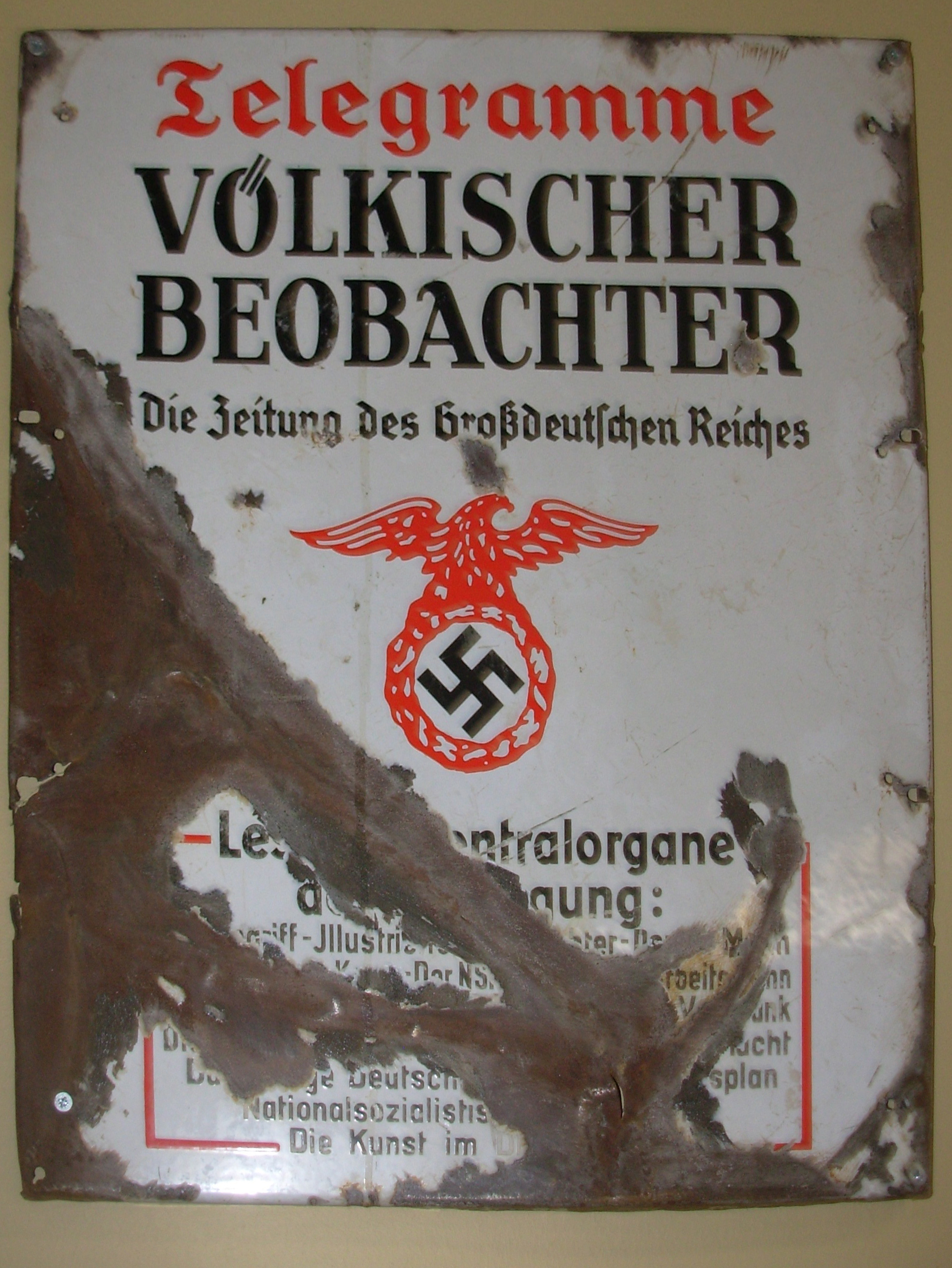
フェルキッシャー・ベオバハターの広告看板

『フェルキッシャー・ベオバハター』（独: Völkischer Beobachter, 「民族的観察者」の意）は、ドイツで発行されていた新聞で、国民社会主義ドイツ労働者党（NSDAP、ナチ党）の中央機関紙。ナチ党の各支部や有力者はそれぞれ新聞や雑誌を発刊しているが、ナチ党系の機関紙・雑誌の中では最も発行部数が多く、政権獲得以前から対外的にも大きな影響力を持った。1920年に創刊された。最初は週刊で発行され、1923年2月8日より日刊となった。25年間に渡りナチ党の公式メディアの一翼を担った。

## 概要
「大ドイツ国家社会主義運動の闘争紙」（Kampfblatt der nationalsozialistischen Bewegung Großdeutschlands）と称した本紙は、ミュンヘンの肉屋ギルドの業界紙だった『ミュンヒェナー・ベオバハター』（Münchener Beobachter）を、1918年にトゥーレ協会が買収し、1919年8月に『フェルキッシャー・ベオバハター』に改名したことに始まる。ナチ党は1920年12月にディートリヒ・エッカートの主導で本紙を買い取り、フーゴ・マッハハウスが初代編集長となった。翌年の1921年5月15日に辞め、ヘルマン・エッサーが暫く編集長を務め、同年8月12日にエッカートが編集長となった。1922年4月より、発行は全国指導者マックス・アマンが責任者であるフランツ・エーア出版社が行った。
発行部数は最初約8,000部だったが、1923年秋のルール占領中、人気が高まり25,000部に増えた。この年、エッカートの死去に伴いアルフレート・ローゼンベルクが編集長に就任した。1923年11月9日のミュンヘン一揆の後ナチ党が非合法化されたのにともない本紙もまた休刊となったが、1925年2月26日に党が再結成されると復刊した。発行部数はナチスの台頭により増加し、1931年には12万部に、1944年までには170万部に達した。1938年には編集長がヴィルヘルム・ヴァイスに交代し、彼は同紙の最後までこの職を務めることとなった。またベルリン版、南ドイツ版など複数の地方版が存在する。
本紙の記事の中で、おそらくもっとも悪名高いものといえば、1940年6月6日の占領下ポーランド総督ハンス・フランクへのインタビューである。
戦争の末期になると、連合国軍の侵攻で発行は次第に困難となった。最後の号は南ドイツにおいて1945年4月30日に印刷されたものが確認されているが、アメリカ軍の侵攻によって発行は行われなかった。